# 百日咳杆菌
百日咳博德特氏杆菌（Bordetella pertussis）是一种革兰氏阴性、好氧性、博德氏菌属的球杆菌（一说是短杆菌，见参考来源2），而且是百日咳的病原体。百日咳杆菌在特定条件下可以产生鞭毛，具有能动性。
人类是百日咳博德特氏杆菌的唯一宿主，所以它并非人畜共通传染病病菌。
这种细菌主要通过空气和飞沫传播，潜伏期7—14天。

## 百日咳
百日咳是一种呼吸系统传染病，症状主要表现为呼吸时带有咳喘声。因病程較长，故名百日咳，而并非一定要患病百日。在疫苗研发之前，全美每年有5,000到10,000人死于该病。根据世界卫生组织的调查，2000年全球有3千9百万人患病，其中约有297,000人死亡。
该病的易感人群主要集中在1岁以下的婴儿，或是处于疫苗失效期的11到18岁的青少年。该病的症状与所谓的普通感冒相似：流鼻涕，打喷嚏，咳嗽，发低烧。患者在咳嗽开始两个星期后的卡它期传染力最强，咳嗽、打喷嚏、甚至说话时都会通过空气传播病菌。这段时期（卡它期）之后，症状恶化，呼吸时带有咳声或是呕吐。成人症状稍缓，主要是长期咳嗽。在带有杂音的呼吸后一阵急咳是该病的典型症状（6个月以下的婴儿可能不会有呼吸杂音）。阵咳有可能持续一分钟以上，并造成 发绀，呼吸暂停或者痉挛。
百日咳博德特氏杆菌由于可以减少淋巴球进入淋巴结，成为了淋巴球增高的因素之一，成人的淋巴球数会超过4000个/μL，而儿童的会超过8000个/μL。
破伤风的疫苗主要是混合型的“百白破”（DTaP）三联混合疫苗 (白喉，破伤风和百日咳)。

## 致病性
百日咳博德特氏杆菌的致病物质包括了荚膜、菌毛、内毒素和多种生物活性物质。菌毛有利于菌体黏附，荚膜有抗吞噬作用。毒素主要包括五种：百日咳毒素（pertussis toxin）、腺苷酸环化酶毒素（adenylate cyclase toxin）、气管细胞毒素（tracheal cytotoxin）、皮肤坏死毒素以及丝状血凝素（filamentous hemagglutinin）。

## 诊断
微生物学的检查方法是，取鼻咽拭子样品送至细菌实验室进行革兰氏染色实验。在加入了头孢菌素的博-金培养基（Bordet-Gengou medium，含甘油，马铃薯，血液等）或缓冲炭酵母浸膏（BCYE）上培养，会长出水银样菌落。
该菌是氧化酶阳性，但却是尿素酶、硝酸酶以及柠檬酸阴性，它也无能动性。